# 越川真一
越川 真一（こしかわ しんいち、1965年1月20日 - ）は、オウム真理教の幹部。ホーリーネームはメッタジ。省庁制が採用された際には商務省大臣となる。駒澤大学文学部卒。

## 人物
1986年にオウム神仙の会に入信し、1988年に出家した。マハーポーシャの取締役を務めた。頭を剃っていたことで「ハゲの越川」とマハーポーシャの客に有名であり、裁判でも「頭がツルツル」「特徴的な風貌」として言及されている。
1994年の薬剤師リンチ殺人事件に関与した他、脱会信者に対する脅迫・警視庁巡査への公務執行妨害でも起訴される。
2002年3月25日、東京地方裁判所で懲役12年の求刑に対し、懲役10年の実刑判決を受ける。2004年3月3日、東京高等裁判所で控訴が棄却。2006年7月20日、最高裁で上告が棄却され、懲役10年の実刑判決が確定した。
野田成人によると、オウムへの帰依は揺らぐことがなく、2010年に出所するとオウムの後継であるAlephに戻ろうとしたが、拒否されたという。野田は復帰拒否は松本知子の意向だったのではないかとしている。